# Their Satanic Majesties Request
Their Satanic Majesties Request (übersetzbar mit „Ihre satanischen Majestäten ersuchen“) ist das sechste in Großbritannien und das achte in den USA veröffentlichte Studioalbum der Rockband The Rolling Stones. Es wurde am 8. Dezember 1967 in England und einen Tag später in den USA veröffentlicht. Die Aufnahmen für das Album in den Olympic Studios in London dauerten vom Februar bis zum Oktober 1967, immer wieder unterbrochen von Gerichtsverhandlungen wegen unerlaubten Drogenbesitzes sowie kurzzeitigen Gefängnisaufenthalten der Bandmitglieder.
Live traten die Stones zu dieser Zeit fast gar nicht mehr auf. Im April 1967 hatte die Band eine dreiwöchige Europatournee beendet, erst im November 1969 gingen die Stones erneut auf eine zwei Monate dauernde USA-Tournee (veröffentlicht auf Get Yer Ya-Ya’s Out!).

## Geschichte des Albums
Das erste von den Rolling Stones selbst produzierte Album erreichte Platz 3 der englischen Charts, Platz 2 in den USA sowie Platz 4 in Deutschland. Auch war es die erste Veröffentlichung der Rolling Stones, die sowohl in England als auch in den USA mit identischer Titelliste erschien. Ihr bisheriger Produzent Andrew Loog Oldham hatte die Band noch während der Aufnahmen im Streit verlassen.
Their Satanic Majesties Request sollte konzeptionell und klangtechnisch einen Gegenentwurf zum psychedelischen Konzept-Album Sgt. Pepper’s Lonely Hearts Club Band der Beatles bilden: „Ein phantastisches Popuniversum zwischen Ganges und Galaxis, durch das Strawinski, Bach und Stockhausen geistern, wo es elektronisch zwitschert und blubbert und in dem die satanischen Majestäten LSD-fromme Choräle anstimmen“. Sehr bald jedoch wurden auch kritische Stimmen laut. Das Album sei ein Versuch, von einem kurzlebigen musikalischen Trend zu profitieren sowie eine Anbiederung an die Beatles. Auch heute noch wird das Album sehr differenziert eingeschätzt, und ein vergleichbares Werk haben die Stones nie mehr veröffentlicht.
Brian Jones war ein letztes Mal maßgeblich an einem Album der Rolling Stones beteiligt. Wie schon auf den vorangegangenen Alben verwendete er zahlreiche Instrumente wie Mellotron, Saxophon und Harfe. Er war jedoch derjenige, der am meisten unter den drohenden Gefängnisstrafen litt. Im Oktober 1967 war er unter anderem wegen Drogenbesitzes zu insgesamt zwölf Monaten Haft verurteilt worden – ein Schuldspruch, der kurze Zeit später angesichts eines psychiatrischen Gutachtens, welches Jones als einen „extrem verängstigten jungen Mann mit suizidalen Tendenzen“ beschrieb, zur Bewährung ausgesetzt wurde.
„Her Britannic Majesty’s Secretary of State Requests and Requires…“ – diese Formel im britischen Pass inspirierte die Stones zum Titel ihrer Platte.
In England wurde von dem Album keine Single ausgekoppelt; in den USA erschien am 23. Dezember 1967 She’s a Rainbow (B-Seite 2000 Light Years from Home; deutsch ‚2000 Lichtjahre von zuhause‘), erreichte aber lediglich Platz 25 der Charts. In Another Land, erste auf einem Rolling-Stones-Album veröffentlichte Komposition von Bill Wyman, war bereits am 2. Dezember 1967 in den USA unter dem Namen von Bill Wyman als Single herausgebracht worden. Platz 85 in den US-Charts bedeuteten aber einen kommerziellen Misserfolg.
Nur zwei Lieder des Albums haben die Rolling Stones live gespielt: She’s a Rainbow 1997/98 auf der Bridges-to-Babylon-Tournee sowie 2000 Light Years from Home 1989/90 auf der Steel-Wheels-/Urban-Jungle-Tournee.
Interessant sind auch die Unterschiede bei den Mono/Stereo-Veröffentlichungen. Die amerikanische Mono-LP beinhaltet einen sogenannten „fold-down“-Mix, bei dem die beiden Stereo-Spuren einfach zusammengemischt wurden, während für die britische Mono-LP eine eigene Mono-Mischung aus den Masterbändern hergestellt wurde. Der markanteste Unterschied besteht im Läuten der Glocke vor The Lantern (‚Die Laterne‘) – auf der britischen Version ist ein Glockenschlag mehr zu hören als auf allen anderen Veröffentlichungen weltweit.
Mit der Veröffentlichung der Single Jumpin’ Jack Flash im Mai 1968 fand die Band stilistisch zurück zu ihren Anfängen und zu ihrer eigenen Version vom Rhythm-and-Blues-geprägten harten Rock.

## Albumcover
Die Erstpressung von Their Satanic Majesties Request wurde mit einem 3D-Cover ausgeliefert, das eine Aufnahme des britischen Fotografen Michael Cooper, der bereits das Sgt. Pepper’s Lonely Hearts Club Band-Cover fotografiert hatte, zeigt. Die große Neuerung war die Verwendung eines Lentikulardrucks zur Erzeugung eines Linsenrasterbilds, das zwei Bilder der Band enthält und dadurch eine Tiefenwirkung hervorruft.
Das Cover konnte nur in einem New Yorker Studio produziert werden und kostete angeblich einen Dollar pro Stück. Es sollen nur 500 dieser mit Acrylsäure beschichteten 3D-Cover hergestellt worden sein. Aufgrund der hohen Produktionskosten wurde das 3D-Foto sehr bald verkleinert und mit einem blau-weißen Schmuckrahmen umgeben. Für die deutsche Erstveröffentlichung im Januar 1968 wurden das Vinyl in Deutschland gepresst, das 3D-Cover aber aus England importiert.
Später ersetzte man das 3D-Bild durch ein einfaches Foto. In den 1980er Jahren wurde das Album als limitierte Edition mit dem Lentikular-Cover wiederveröffentlicht. Die Original-Master-Materialien wurden dann zerstört, so dass das Cover nie wieder reproduziert werden kann.

## Rezeption und Einflüsse
Die US-amerikanische Psychedelic-Rock-Band The Brian Jonestown Massacre veröffentlichte im Jahr 1996 das Album „Their Satanic Majesties Second Request“, dessen Titel auf das Original der Rolling Stones verweist.
2009 veröffentlichte die Band Portugal. The Man gleichzeitig zwei Alben, deren Namen an Their Satanic Majesties Request erinnern: Neben dem elektrisch arrangierten The Satanic Satanist gibt es das akustisch arrangierte Gegenstück namens The Majestic Majesty.
Die Band Monster Magnet veröffentlichte auf ihrem Album 4-Way Diablo eine Coverversion des Titels 2000 Light Years from Home. Das Dynasty-Album der Band KISS enthält eine Coverversion von 2000 Man, die vom damaligen KISS-Mitglied Ace Frehley eingesungen wurde und teilweise noch live auf seinen Sets gespielt wird.

## Titelliste
In Another Land wurde von Bill Wyman geschrieben, alle anderen Stücke von Mick Jagger und Keith Richards.

### A-Seite
1. Sing This All Together – 3:46
Bei den Backing Vocals sind John Lennon und Paul McCartney zu hören.
2. Citadel – 2:50
Mit Brian Jones am Mellotron, Nicky Hopkins am Keyboard und am Cembalo.
3. In Another Land – 3:15
Enthält eine Aufnahme des schnarchenden Bill Wyman.
4. 2000 Man – 3:07
Brian Jones an der Elektronischen Orgel.
5. Sing This All Together (See What Happens) – 8:33
Enthält einen Hidden Track, ein von Bill Wyman gespieltes kurzes Instrumental namens Cosmic Christmas; schneller abgespielt hört man das Lied: We Wish You a Merry Xmas.

### B-Seite
1. She’s a Rainbow – 4:35
Streichinstrumente arrangiert von John Paul Jones; wiederkehrendes Instrumentalsolo und Wiederholungen im Text
2. The Lantern – 4:23
Nicky Hopkins am Keyboard und am Mellotron.
3. Gomper – 5:08
Brian Jones an der elektrischen Dulcimer.
4. 2000 Light Years from Home – 4:45
Brian Jones am Mellotron, Bill Wyman am Synthesizer.
5. On With the Show – 3:39
Brian Jones am Mellotron und an der Harfe.

## Texte/Übersetzungen/Noten
- The Rolling Stones. Songbook. 155 Songs [1963–1977] mit Noten. Deutsch von Teja Schwaner, Jörg Fauser und Carl Weissner. Mit 75 Alternativübersetzungen von Helmut Salzinger. Zweitausendeins, Frankfurt am Main 1977, S. 160–179, 575–584 und 937 f.